# KlimaInvest
KlimaInvest A/S er et dansk investeringsselskab, der har sine aktier optaget til handel på Københavns Fondsbørs. Selskabet har oprindeligt været investeret i FN klimaprojekter men valgte efter COP15 klimatopmødet at omlægge sine investeringer til vindmølledrift.
Selskabet er i dag aktiv investor indenfor vedvarende energiproduktion.